# 张超 (飞行员)
张超（1986年8月—2016年4月27日），湖南岳阳人，中国人民解放军海军少校、一级飞行员、烈士。2016年4月27日在舰载机陆上模拟着舰训练中因歼15电传故障牺牲，后被追授一级英雄模范勋章及“逐梦海天的强军先锋”荣誉称号、“人民英雄”国家荣誉称号，是中国人民解放军全军挂像英模。

## 生平
2004年9月，张超自岳阳市七中毕业后参加中国人民解放军。2009年5月加入中国共产党。大学本科学历。2009年，张超谢绝了当飞行教员的机会，加入驻南海一线的某飞行团暨烈士王伟生前所在部队服役。2015年3月，张超转为舰载机飞行员。后担任中国人民解放军海军舰载航空兵部队战斗机团正营职中队长，海军少校军衔。2016年4月27日，张超在驾驶歼-15舰载战斗机开展陆基模拟着舰接地时，发生电传故障，张超推杆无效，被迫跳伞（已錯過最佳跳傘時機），坠地身受重伤，经抢救无效牺牲。他是海军舰载航空兵部队成立后第一位牺牲的飞行员。2016年11月，中央军委主席习近平签署命令，追授海军舰载航空兵部队一级飞行员张超“逐梦海天的强军先锋”荣誉称号。2016年11月30日，中央军委追授张超同志“逐梦海天的强军先锋”荣誉称号命名大会在海军舰载航空兵部队举行，中央军委委员、海军司令员吴胜利向张超的妻子张亚颁发了一级英雄模范勋章及证书，中共辽宁省委书记、辽宁省人大常委会主任李希出席大会。2017年2月，张超当选“感动中国2016年度人物”。2019年9月16日，被追授“人民英雄”国家荣誉称号。